# Heinrich Kiepert
Heinrich Kiepert (n. 31 iulie 1818, Berlin, Regatul Prusiei – d. 21 aprilie 1899, Berlin, Imperiul German) a fost un geograf german.
A fost influențat de istoricul Leopold von Ranke, care a fost prieten al părinților săi, și de Augustus Meineke, care i-a fost profesor.
La Universitatea Humboldt din Berlin a studiat istorie, filologie și geografie.
Fiul său, cartograful Richard Kiepert, a publicat o parte din operele sale postume.

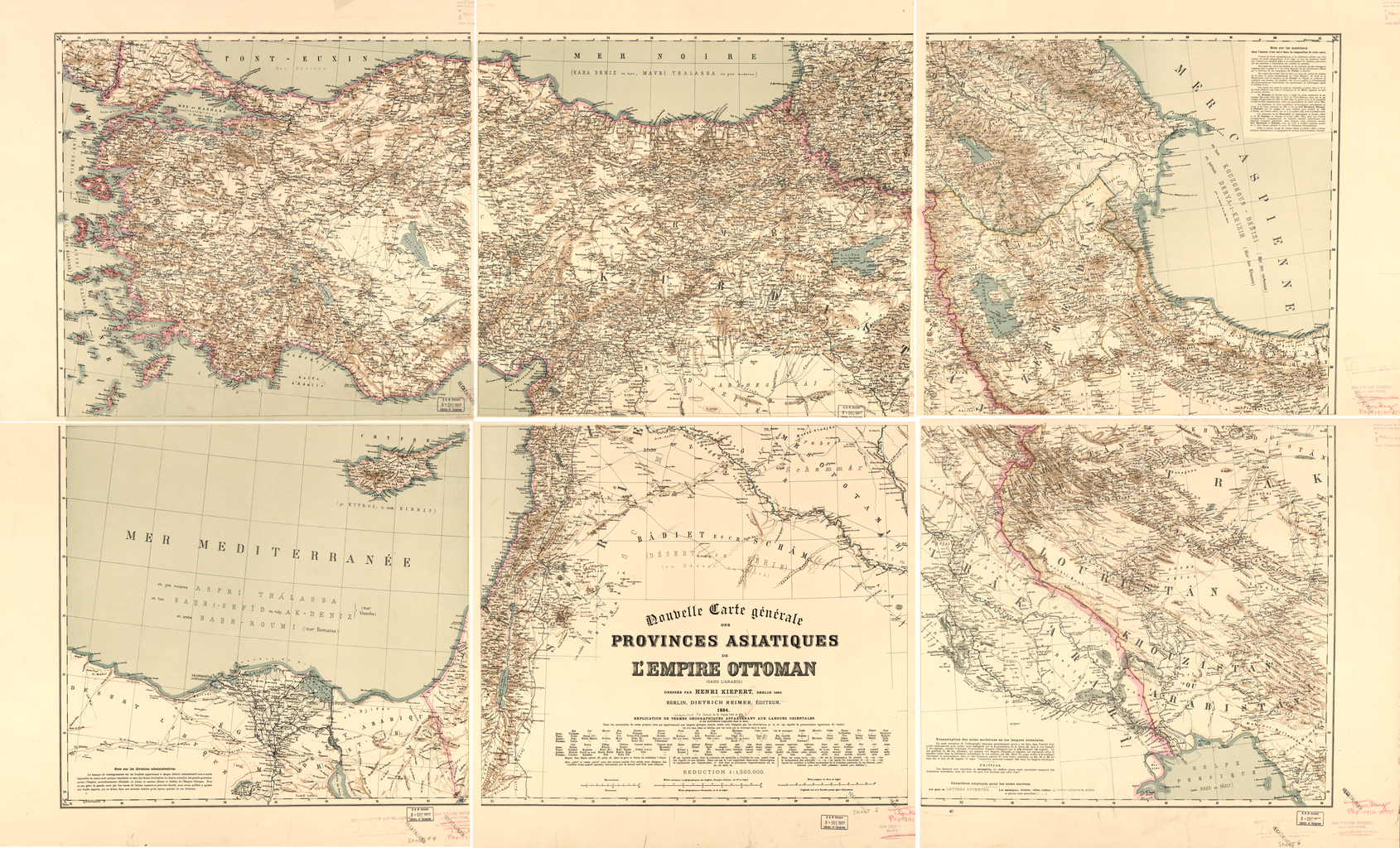
Hartă a Imperiului Otoman realizată de Kiepert

## Scrieri
- 1840: Atlas von Hellas und den hellenischen Kolonien ("Atlasul Greciei și al coloniilor elene"), prima sa lucrare geografică, pe care a elaborat-o împreună cu Carl Ritter;
- 1848: Historisch-geographischer Atlas der alten Welt ("Atlasul istorico-geografic al lumii antice");
- 1855: Neuer Handatlas über alle Teile der Erde ("Noul atlas al tuturor părților Pământului").